# Куросава Окінамаро
Куроса́ва Окінама́ро (яп. 黒沢翁満, くろさわおきなまろ; 1795–1859) — японський мовознавець, поет, мислитель течії кокуґаку. Походив родом з провінції Ісе. Справжнє ім'я — Сіґенорі, псевдонім — Муґурай. Служив в Кувана-хані роду Мацудайра. Навчався під керівництвом Мотоорі Норінаґи. Серед тогочасних діячів культури особливо шанував Камо но Мабуті. Автор «Великої збірки нових і старих пісень», «Путівник слова», «Збірник Муґурай» тощо.